# Ivan Byakov
Ivan Ivanovitch Biakov (en russe : Иван Иванович Бяков), né le 21 septembre 1944 à Kirovo-Tchepetsk et mort le 4 novembre 2009 à Kiev, est un biathlète soviétique. Il remporte deux titres de champion olympique de relais.

## Biographie
Il fait ses débuts internationaux en 1972, aux Jeux olympiques de Sapporo, où il remporte le titre du relais, après une douzième place à l'individuel.
Il est de nouveau sélectionné par l'équipe nationale quatre ans plus tard aux Jeux olympiques d'Innsbruck, où il gagne son deuxième titre au relais avec Aleksandr Yelizarov, Nikolay Kruglov et Alexandre Tikhonov.
Il devient entraîneur après sa retraite sportive en Ukraine. Il est le premier président de la Fédération ukrainienne de biathlon en 1992 et également membre du Comité national olympique ukrainien.

## Palmarès

### Jeux olympiques d'hiver
| Épreuve / Édition | Individuel | Relais                         |
| ----------------- | ---------- | ------------------------------ |
| JO 1972 Sapporo   | 12e        | Médaille d'or, Jeux olympiques |
| JO 1976 Innsbruck | -          | Médaille d'or, Jeux olympiques |

### National
- Champion d'URSS de l'individuel en 1973[1].

## Distinctions
- Ordre de l'Insigne d'honneur
- Maître émérite du sport de l'URSS